# Contea di Pingyuan (Shandong)
La contea di Pingyuan (平原县S, Píngyuán XiànP) è una contea della Cina, situata nella provincia dello Shandong e amministrata dalla prefettura di Dezhou.